# Josina Walburgis de Löwenstein-Rochefort
Pour les articles homonymes, voir Walburgis, Löwenstein (homonymie) et Rochefort.
Josina Walburgis de Löwenstein-Wertheim-Rochefort (1615-25 décembre 1683 est la princesse souveraine et abbesse de l'Abbaye de Thorn (en) de 1631 à 1632.

## Biographie
Elle est la fille du comte Johann Dietrich de Löwenstein-Wertheim-Rochefort (1585-1644) et Josina de la Marck (1583-1626) et petite-fille de Louis III de Löwenstein. Elle est placée à l'abbaye par son père. Thorn est dirigée successivement par ses deux tantes maternelles (Anna de La Marck et Josina II de La Marck) et elle est élue princesse abbesse à la demande de son père en 1631. L'année suivante, elle fait l'objet d'un grand scandale lorsqu'elle épouse secrètement le comte Herman Frederik van den Bergh (1605-1669). Elle est démise de ses fonctions et son père l'enferme dans un autre couvent, mais elle s'échappe pour rejoindre son époux en 1636.